# محطة قطار ويموندهام
محطة قطار ويموندهام (بالإنجليزية: Wymondham railway station)‏‏ هي محطة قطار في المملكة المتحدة، تُشغلها قطارات إيست ميدلاند. افتُتحت هذه المحطة في 30 يوليو 1845، ويبلغ عدد مسارات أرصفتها 2.